# Liste bekannter Forscher zu den antiken Religionen
Die Liste bekannter Forscher zu den antiken Religionen erfasst Gelehrte, die Beiträge zur Erforschung der antiken Religionen und der mit ihnen verbundenen Mythologien zumindest auf dem Niveau der Habilitation oder gleichwertige Beiträge geleistet haben. Zu den antiken Religionen und Mythologien zählen hier im Sinne eines erweiterten Begriffs der Antike (ca. 3500 v. Chr. bis 600 n. Chr.):
- Altägyptische Religion und Ägyptische Mythologie,
- Altorientalische Religionen:
  - Babylonische Religion,
  - Elamische Religion,
  - Hethitische Religion und Hethitische Mythologie,
  - Hurritische Religion,
  - Luwische Religion,
  - Sabier,
  - Sumerische Religion,
  - Ugaritische Religion,
  - Kanaanäische Götter,
- Altiranische Religion: Zoroastrismus,
- Altpersische Religion,
- Minoische Religion
- Griechische Religion und Griechische Mythologie,
- Römische Religion und Römische Mythologie,
- Mysterienkulte der antiken Welt,
- Etruskische Religion,
- Indoeuropäische Religion,
- Gnosis,
- Manichäismus,
- Mandäer,
- Judentum und Christentum sind nur insoweit berücksichtigt, als sie in Auseinandersetzung mit der paganen Umwelt stehen.

Diese Religionen und Mythologien bilden die Gesamtheit der ein- und wechselseitigen Beziehungen im räumlichen und zeitlichen Nebeneinander und Miteinander der religiösen Bewegungen im Mittelmeerraum und im vorderasiatischen Bereich ab.
Die Wissenschaft von den antiken Religionen ist keine eigenständige akademische Fachrichtung, sondern wird vielmehr von Klassischen Philologen, Alt- und Religionshistorikern, Klassischen Archäologen, Ägyptologen, Altorientalisten und Etruskologen, historischen Anthropologen, Religions- und Kulturwissenschaftlern sowie von Theologen betrieben.

## Liste

### A
| Wissenschaftler                                    | Nationalität  | Wirkungsort            | Qualifikationen       | Forschungsschwerpunkte | Bild |
| -------------------------------------------------- | ------------- | ---------------------- | --------------------- | --- | ---- |
| Clifford Ando (* 1969)                             | US-Amerikaner | University of Chicago  | Alte Geschichte       | Römische Religion, Götter, Religion und Regierung im Imperium Romanum |      |
| Jan Assmann (1938–2024)                            | Deutscher     | Universität Heidelberg | Ägyptologie           | Altägyptische Religion, Ägyptische Hymnen und Gebete, ägyptische Jenseitsvorstellungen, Totenliteratur, ägyptischer Polytheismus, israelitischer Monotheismus, Religionsphilosophische Schriften von Plutarch |      |
| Polymnia Athanassiadi (* 1946) Πολύμνια Αθανασιάδη | Griechin      | Universität Athen      | Alte Geschichte       | Neuplatonismus, Damaskios, philosophischer Monotheismus, religiöse Intoleranz in der Spätantike |      |
| Christoph Auffarth (* 1951)                        | Deutscher     | Universität Bremen     | Religionswissenschaft | Schöpfung, griechische Religion |      |

### B
| Wissenschaftler                  | Nationalität | Wirkungsort                                                   | Qualifikationen                       | Forschungsschwerpunkte | Bild |
| -------------------------------- | ------------ | ------------------------------------------------------------- | ------------------------------------- | --- | ---- |
| Gerhard Baudy (* 1950)           | Deutscher    | Universität Konstanz                                          | Klassische Philologie                 | Adonisgärten |      |
| Jean Bayet (1892–1969)           | Franzose     | École française de Rome Sorbonne Faculté des Lettres de Caen  | Klassische Philologie                 | römische Religionsgeschichte, Ursprünge des römischen Herkules |      |
| Mary Beard (* 1955)              | Britin       | Newnham College, Cambridge King’s College London              | Alte Geschichte                       | Römische Religionen, römischer Triumph, Vestalinnen; Jane Harrison |      |
| Roger L. Beck (1937–2023)        | Brite        | University of Toronto                                         | Klassische Philologie                 | Römische Religion, Mithraskult |      |
| Andreas Bendlin (* 1966)         | Deutscher    | York University, Toronto University of Toronto                | Alte Geschichte                       | Römische Religion, Sozialgeschichte der römischen Religion |      |
| Alberto Bernabé Pajares (* 1946) | Spanier      | Universität Complutense Madrid                                | Klassische Philologie                 | Griechische Religionen, Orphik |      |
| Joseph Bidez (1867–1945)         | Franzose     | Universität Gent                                              | Klassische Philologie                 | Geistes- und Religionsgeschichte der Spätantike, besonders des 3. und 4. Jahrhunderts; Kaiser Julian |      |
| Anton Bierl (* 1960)             | Deutscher    | Universität Basel                                             | Klassische Philologie                 | Dionysos, Mythos und Ritual |      |
| Corinne Bonnet (* 1959)          | Belgierin    | Universität Toulouse                                          | Alte Geschichte                       | Herakles-Melkart; Franz Cumont |      |
| Hans Bonnet (1887–1972)          | Deutscher    | Universität Bonn Universität Halle                            | Ägyptologie                           | Altägyptische Religion, Reallexikon der ägyptischen Religionsgeschichte |      |
| Philippe Borgeaud (* 1946)       | Schweizer    | Universität Genf                                              | Gräzistik Religionsgeschichte         | Pan, Göttermutter |      |
| Angus Bowie (* 1949)             | Brite        | Queen’s College, Oxford                                       | Klassische Philologie                 | Mythos und Ritual, Opfer in der griechischen Religion |      |
| Angelo Brelich (1913–1977)       | Italiener    | Universität La Sapienza, Rom                                  | Religionsgeschichte                   | Vesta, griechische Heroen, Medea, Polytheismus, Aristophanes und die Religion, Mythologie |      |
| Jan N. Bremmer (* 1944)          | Niederländer | Universität Groningen Universität Utrecht                     | Religionswissenschaft Alte Geschichte | griechische und römische Religion und Mythologie, Magie im Altertum, Vorstellungen vom Leben nach dem Tod, apokryphe Apostelakten |      |
| Laurent Bricault (* 1963)        | Franzose     | Université de Toulouse II–Le Mirail                           | Alte Geschichte Ägyptologie           | Ägyptische Götter in griechisch-römischer Zeit, besonders Isis |      |
| Peter Brown (* 1935)             | Ire          | Universität Princeton Universität Berkeley Universität London | Alte Geschichte                       | Kaiserzeitliches, spätantikes und mittelalterliches Christentum und die pagane Umwelt, Heiligenverehrung, sexuelle Entsagung, Askese und Körperlichkeit |      |
| Walter Burkert (1931–2015)       | Deutscher    | Universität Zürich Technische Universität Berlin              | Klassische Philologie                 | Mythos und Ritual, griechische Religion, griechische Religion und frühes Christentum, biologische Grundlagen der griechischen Religion, Gewalt in der menschlichen Kultur, Orientalismus, antike Mysterien, Homer, Orphik, Pythagoreismus, griechische Tragödie |      |

### C
| Wissenschaftler                      | Nationalität  | Wirkungsort                                                                                 | Qualifikationen                            | Forschungsschwerpunkte | Bild |
| ------------------------------------ | ------------- | ------------------------------------------------------------------------------------------- | ------------------------------------------ | --- | ---- |
| Claude Calame (* 1943)               | Schweizer     | École des Hautes Études en Sciences Sociales Universität Lausanne                           | Klassische Philologie                      | griechische Religion und Mythologie |      |
| Hubert Cancik (* 1937)               | Deutscher     | Universität Tübingen                                                                        | Religionsgeschichte Klassische Philologie  | Römische Religion, Römer, Juden und Christen im römischen Reich, Herrscherkult in Rom und den Provinzen, städtische religiöse Zentren im Imperium Romanum, römische Reichsreligion und Provinzialreligion                                                                                    |      |
| Hildegard Cancik-Lindemaier (* 1938) | Deutsche      | Privatgelehrte                                                                              | Religionsgeschichte Klassische Philologie  | römische Religion, frühes Christentum |      |
| Kevin Clinton (* 20. Jh.)            | US-Amerikaner | Cornell University                                                                          | Religionsgeschichte Gräzistik              | Griechische Religion: Heiligtümer, Mysterienkulte |      |
| Carsten Colpe (1929–2009)            | Deutscher     | Freie Universität Berlin Universität Göttingen                                              | Religionsgeschichte Theologie              | Historische Beziehungen zwischen Judentum, Judenchristentum, Heidentum und frühem Islam, Iranier – Aramäer – Hebräer – Hellenen. Iranische Religionen und ihre Westbeziehungen, Griechen – Byzantiner – Semiten – Muslime. Hellenistische Religionen und die west-östliche Enthellenisierung |      |
| Georges Contenau (1877–1964)         | Franzose      | Musée du Louvre Université libre de Bruxelles                                               | Religionsgeschichte Altorientalistik       | Altorientalische Archäologie |      |
| Arthur Bernard Cook (1868–1952)      | Brite         | Queens’ College, Cambridge Trinity College, Cambridge Bedford College, University of London | Klassische Archäologie                     | Zeus-Kult, Zusammenhang zwischen Mythen und Ritualen |      |
| Friedrich Creuzer (1771–1858)        | Deutscher     | Universität Heidelberg Universität Leiden Universität Marburg                               | Klassische Philologie                      | Symbolik und Mythologie der alten Völker, besonders der Griechen |      |
| Mauro Cristofani (1941–1997)         | Italiener     | Universität Neapel Federico II Universität Siena Universität Pisa                           | Etruskologie                               | Etruskische Religion, etruskische Mythologie, Jenseitsvorstellungen, Totenkult |      |
| Otto Crusius (1857–1918)             | Deutscher     | Universität München Universität Heidelberg Universität Tübingen                             | Klassische Philologie                      | Griechische Religion und Mythologie |      |
| Franz Cumont (1868–1947)             | Belgier       | Universität Gent                                                                            | Religionsgeschichte Klassische Archäologie | Orientalische Kulte im römischen Reich |      |

### D
| Wissenschaftler                  | Nationalität | Wirkungsort                                                                                  | Qualifikationen                       | Forschungsschwerpunkte | Bild |
| -------------------------------- | ------------ | -------------------------------------------------------------------------------------------- | ------------------------------------- | --- | ---- |
| Armand Delatte (1886–1964)       | Belgier      | Universität Lüttich                                                                          | Klassische Philologie                 | Griechische Religion, antike Magie, Mysterien von Eleusis |      |
| Charles Delattre (* 1972)        | Franzose     | Universität Paris X                                                                          | Gräzistik                             | griechische Mythologie und Religion |      |
| Marie Delcourt (1891–1979)       | Belgierin    | Universität Lüttich                                                                          | Alte Geschichte Klassische Philologie | Heroenkult und -mythen, Ödipus, bedeutende Heiligtümer Griechenlands, Hephaistos, Hermaphroditos, Orestes und Alkmaion, Matrizid, Feuer                           |      |
| Ludwig Deubner (1877–1946)       | Deutscher    | Universität Berlin Universität Freiburg Universität Königsberg Universität Bonn              | Klassische Philologie                 | Griechische Religion: Attische Feste, Incubation; römische Religion                                                                                               |      |
| Albrecht Dieterich (1866–1905)   | Deutscher    | Universität Heidelberg Universität Gießen Universität Marburg                                | Klassische Philologie                 | Magische Papyri, Orphische Hymnen, Volksglauben, Religionsgeschichte des späteren Altertums, Mithrasliturgie                                                      |      |
| Eric Robertson Dodds (1893–1979) | Brite        | University of Oxford Universität Birmingham                                                  | Klassische Philologie                 | Dionysos-Religion, Pagan and Christian in an Age of Anxiety |      |
| Ken Dowden (* 1950)              | Brite        | University of Birmingham                                                                     | Klassische Philologie                 | Griechische Mythologie und Religion, Zeus |      |
| Georges Dumézil (1898–1986)      | Franzose     | Collège de France École pratique des hautes études                                           | Religionsgeschichte                   | Urindoeuropäische Religion und Mythologie; römische Religion |      |
| Wilhelm Drexler (1858–1930)      | Deutscher    | Universitätsbibliothek Greifswald Universitätsbibliothek Berlin Universitätsbibliothek Halle | Klassische Philologie                 | Mitarbeit am Ausführlichen Lexikon der griechischen und römischen Mythologie (etwa Isis, Hathor, Men); Der Cultus der aegyptischen Gottheiten in den Donauländern |      |

### E
| Wissenschaftler             | Nationalität | Wirkungsort           | Qualifikationen                   | Forschungsschwerpunkte                                           | Bild |
| --------------------------- | ------------ | --------------------- | --------------------------------- | ---------------------------------------------------------------- | ---- |
| Samson Eitrem (1872–1966)   | Norweger     | Universität Oslo      | Papyrologie Klassische Philologie | Opfer, Papyri Graecae magicae                                    |      |
| Mircea Eliade (1907–1986)   | Rumäne       | University of Chicago | Religionswissenschaftler          | Schamanismus, Mythologie                                         |      |
| Dag Øistein Endsjø (* 1968) | Norweger     | Universität Bergen    | Religionswissenschaftler          | Wüstenaskese, Wiederauferstehungsglaube, Sexualität und Religion |      |
| Adolf Erman (1854–1937)     | Deutscher    | Universität Berlin    | Ägyptologe                        | Die ägyptische Religion, Magie                                   |      |

### F
| Wissenschaftler                   | Nationalität  | Wirkungsort                                      | Qualifikationen                              | Forschungsschwerpunkte | Bild |
| --------------------------------- | ------------- | ------------------------------------------------ | -------------------------------------------- | --- | ---- |
| Christopher A. Faraone (* 1955)   | US-Amerikaner | University of Chicago                            | Klassische Philologie                        | Antike Magie, Griechische Religion |      |
| Lewis Richard Farnell (1856–1934) | Brite         | Exeter College, Oxford                           | Klassische Archäologie Klassische Philologie | The Cults of the Greek States, griechische Heroenkulte |      |
| Wolfgang Fauth (1924–2020)        | Deutscher     | Universität Göttingen                            | Klassische Philologie                        | Hippolytos und Phaidra, Aphrodite Parakyptusa (Dea Prospiciens), Metamorphose in den Dionysiaka des Nonnos von Panopolis, Demogorgon, Helios Megistos, synkretistische Theologie der Spätantike, Magie, Hekate, griechische und koptische Jahwe-Appellationen |      |
| Eugen Fehrle (1880–1957)          | Deutscher     | Universität Heidelberg                           | Klassische Philologie                        | kultische Keuschheit |      |
| André-Jean Festugière (1898–1982) | Franzose      | Universität Heidelberg                           | Klassische Philologie                        | Corpus Hermeticum, Hermes Trismegistos, Kirchengeschichte: Konzil von Ephesos, Konzil von Chalkedon |      |
| William Warde Fowler (1847–1921)  | Brite         | Lincoln College, Oxford                          | Alte Geschichte                              | Römische Religion, römische Feste, römische Gottesvorstellungen |      |
| James George Frazer (1854–1941)   | Brite         | Trinity College, Cambridge Universität Liverpool | Ethnologie Klassische Philologie             | The Golden Bough |      |
| Nicolas Fréret (1688–1749)        | Franzose      | Académie des Inscriptions et Belles-Lettres      | Alte Geschichte                              | Mythologie |      |
| William D. Furley (* 1953)        | Brite         | Universität Heidelberg                           | Klassische Philologie                        | Feuer, Andokides und der Hermenfrevel, Kulthymnen |      |

### G
| Wissenschaftler                            | Nationalität           | Wirkungsort                                                                                    | Qualifikationen       | Forschungsschwerpunkte | Bild |
| ------------------------------------------ | ---------------------- | ---------------------------------------------------------------------------------------------- | --------------------- | --- | ---- |
| Ryszard Gansiniec (1888–1958)              | Pole                   | Universität Wrocław Universität Krakau Universität Lwow Universität Posen Universität Warschau | Klassische Philologie | Agathodaimon |      |
| Viktor Gebhard (1896–1957)                 | Deutscher              | Gymnasien in Eichstätt und Dillingen an der Donau                                              | Klassische Philologie | Kultvereine: die Pharmakoi in Ionien und die Sybakchoi in Athen                                                                                         |      |
| Stella Georgoudi (* 1937) Στέλλα Γεωργούδη | Griechin und Französin | École des Hautes Études en Sciences Sociales                                                   | Gräzistik             | Griechische Religion |      |
| Fritz Graf (* 1944)                        | Schweizer              | Ohio State University Universität Princeton Universität Basel                                  | Klassische Philologie | Religionen der antiken Mittelmeerwelt; Kulte und Feste, besonders nordionische Kulte, antike Mysterienkulte, Dionysos, Orphik, Mythologie, antike Magie |      |
| Otto Gruppe (1851–1921)                    | Deutscher              | Askanisches Gymnasium, Berlin                                                                  | Klassische Philologie | Mythologie und Kulte sowie Religionsgeschichte, Orientalismus in der Religion                                                                           |      |
| Wilhelm Gundel (1880–1945)                 | Deutscher              | Universität Gießen                                                                             | Klassische Philologie | Astrologie, Mythologie und römische Religion |      |

### H
| Wissenschaftler                   | Nationalität   | Wirkungsort                                   | Qualifikationen                              | Forschungsschwerpunkte                                                                                                 | Bild |
| --------------------------------- | -------------- | --------------------------------------------- | -------------------------------------------- | --- | ---- |
| Volkert Haas (1936–2019)          | Deutscher      | Freie Universität Berlin Universität Konstanz | Altorientalistik                             | Hethitische Religion                                                                                                   |      |
| Jane Ellen Harrison (1850–1928)   | Britin         | Newnham College, Cambridge                    | Religionsgeschichte Gräzistik                | griechische Religion, Mythos und Ritus                                                                                 |      |
| Josef Heckenbach (1887–1914)      | Deutscher      | Gymnasium Trier                               | Klassische Philologie                        | Kultbilder, religiöse Nacktheit                                                                                        |      |
| Martin Hengel (1926–2009)         | Deutscher      | Universität Tübingen Universität Erlangen     | Evangelische Theologie                       | Judentum und Hellenismus, Hellenisierung des Judentums, Christentum und die jüdisch-hellenistische Religionsgeschichte |      |
| Albert Henrichs (1942–2017)       | Deutscher      | Harvard University                            | Klassische Philologie                        | griechische Mythologie und Religion, Dionysos, Heidentum und Christentum, Manichäismus                                 |      |
| Hugo Hepding (1878–1959)          | Deutscher      | Universität Gießen                            | Klassische Philologie                        | Attis |      |
| Gertrud Herzog-Hauser (1894–1953) | Österreicherin | Universität Wien Gymnasien in Wien            | Klassische Philologie                        | antike Mythologie und Religion                                                                                         |      |
| Rainer Hirsch-Luipold (* 1967)    | Deutscher      | Universität Bern                              | Evangelische Theologie Klassische Philologie | Plutarch, Religionsgeschichte der römischen Kaiserzeit                                                                 |      |
| Jens Holzhausen (* 1963)          | Deutscher      | Universität Bamberg                           | Klassische Philologie                        | Gnosis, Hermetik, frühes Christentum                                                                                   |      |
| Sabine R. Hübner (* 1976)         | Deutsche       | Universität Basel                             | Alte Geschichte                              | frühes Christentum |      |

### I
| Wissenschaftler                             | Nationalität | Wirkungsort                                                                                    | Qualifikationen                                               | Forschungsschwerpunkte | Bild |
| ------------------------------------------- | ------------ | ---------------------------------------------------------------------------------------------- | ------------------------------------------------------------- | ---------------------- | ---- |
| Wjatscheslaw Iwanowitsch Iwanow (1866–1949) | Russe        | Päpstliches Collegium Russicum, Rom Staatliche Universität Baku, Aserbaidschan Privatgelehrter | Klassische Archäologie Römisches Recht Philosophie Geschichte | Dionysos               |      |

### J
| Wissenschaftler                | Nationalität    | Wirkungsort                                                 | Qualifikationen       | Forschungsschwerpunkte                                | Bild |
| ------------------------------ | --------------- | ----------------------------------------------------------- | --------------------- | ----------------------------------------------------- | ---- |
| Otto Jahn (1813–1869)          | Deutscher       | Universität Bonn Universität Leipzig Universität Greifswald | Klassische Philologie | antike Mythologie und Religionsgeschichte             |      |
| Michael H. Jameson (1924–2004) | US-Amerikaner   | Stanford University University of Pennsylvania              | Klassische Philologie | Griechisches Opfer                                    |      |
| Henri Jeanmaire (1884–1960)    | Franzose        | École pratique des hautes études Universität Lille          | Klassische Philologie | Kouros, Dionysos                                      |      |
| Sarah Iles Johnston (* 1957)   | US-Amerikanerin | Ohio State University                                       | Klassische Philologie | Weissagung, Orphik, Hekate, Tod und Totenkult, Mythos |      |

### K
| Wissenschaftler             | Nationalität | Wirkungsort                                                                                      | Qualifikationen           | Forschungsschwerpunkte                                                           | Bild |
| --------------------------- | ------------ | ------------------------------------------------------------------------------------------------ | ------------------------- | -------------------------------------------------------------------------------- | ---- |
| Otto Kaiser (1924–2017)     | Deutscher    | Universität Marburg                                                                              | Protestantische Theologie | Verhältnis von griechischer und biblischer Theologie                             |      |
| Karl Kerényi (1897–1973)    | Ungar        | C. G. Jung Institut, Küsnacht Universität Szeged Universität Pécs                                | Klassische Philologie     | antike Mythologie und Religionsgeschichte und ihre psychologische Interpretation |      |
| Otto Kern (1863–1942)       | Deutscher    | Universität Halle Universität Rostock                                                            | Klassische Philologie     | Orphik, antike Mysterienkulte und griechische Religion                           |      |
| Karl Keyßner (1906–1978)    | Deutscher    | Casimirianum in Coburg Jean-Paul-Gymnasium in Hof Gymnasium in Fürth Altes Gymnasium in Würzburg | Klassische Philologie     | Griechische Religion, griechische Mythologie, griechischer Hymnus                |      |
| Hans G. Kippenberg (* 1939) | Deutscher    | Jacobs University Bremen Universität Bremen Reichsuniversität Groningen                          | Religionswissenschaft     | Antike Religionen, vorderasiatische Erlösungsreligionen                          |      |
| Geoffrey Kirk (1921–2003)   | Brite        | Universität Cambridge Universität Bristol Universität Cambridge Trinity Hall, Cambridge          | Gräzistik                 | Opfer, griechische Mythologie                                                    |      |

### L
| Wissenschaftler                     | Nationalität  | Wirkungsort                                                    | Qualifikationen       | Forschungsschwerpunkte                                   | Bild |
| ----------------------------------- | ------------- | -------------------------------------------------------------- | --------------------- | -------------------------------------------------------- | ---- |
| Kurt Latte (1891–1964)              | Deutscher     | Universität Göttingen Universität Basel Universität Greifswald | Klassische Philologie | Sakrale Rechtsformen in Griechenland, römische Religion  |      |
| Wolf Liebeschuetz (1927–2022)       | Brite         | University of Nottingham                                       | Alte Geschichte       | Römische Religion, spätantike Religionen und Christentum |      |
| Ivan M. Linforth (1879–1976)        | US-Amerikaner | University of California, Berkeley                             | Klassische Philologie | Orphik, griechische Religion                             |      |
| Christian August Lobeck (1781–1860) | Deutscher     | Universität Königsberg                                         | Klassische Philologie | griechische Religionsgeschichte, Orphik                  |      |

### M
| Wissenschaftler                                          | Nationalität                  | Wirkungsort                                                                  | Qualifikationen                                              | Forschungsschwerpunkte                                          | Bild |
| -------------------------------------------------------- | ----------------------------- | ---------------------------------------------------------------------------- | ------------------------------------------------------------ | --------------------------------------------------------------- | ---- |
| Ernst Maass (1856–1929)                                  | Deutscher                     | Universität Marburg Universität Greifswald                                   | Klassische Philologie                                        | Orpheus, römische Tagesgötter                                   |      |
| Nanno Marinatos (* 1950) Ναννώ (Ουρανία) Μαρινάτου       | Griechin                      | University of Illinois at Chicago                                            | Klassische Archäologie Klassische Philologie                 | Minoische und frühgriechische Religion                          |      |
| Friedrich Matz der Jüngere (1890–1974)                   | Deutscher Universität Marburg | Universität Münster                                                          | Klassische Archäologie                                       | Minoische Religion, Kultbild                                    |      |
| Reinhold Merkelbach (1918–2006)                          | Deutscher                     | Universität zu Köln Universität Erlangen                                     | Klassische Philologie                                        | Mysterienkulte, Isis, Mani, Dionysos-Mysterien, Hestia, Mithras |      |
| Karl Meuli (1891–1968)                                   | Schweizer                     | Universität Basel                                                            | Klassische Philologie                                        | griechische Opferbräuche, der Agon im Totenkult                 |      |
| Eduard Meyer (1855–1930)                                 | Deutscher                     | Universität Berlin Universität Halle Universität Breslau Universität Leipzig | Altorientalistik Ägyptologie Alte Geschichte                 | Ursprung und Anfänge des Christentums, Judentum in Elephantine  |      |
| Friedrich Max Müller (1823–1900)                         | Deutscher                     | All Souls College, Oxford Christ Church, Oxford Universität Oxford           | Religionswissenschaft Sprachwissenschaft                     | Vergleichende Mythologie, Anthropologische Religion             |      |
| Karl Otfried Müller (1797–1840)                          | Deutscher                     | Universität Göttingen                                                        | Alte Geschichte Klassische Archäologie Klassische Philologie | Geschichten Hellenischer Stämme und Städte, Die Etrusker        |      |
| Robert Muth (1916–2008)                                  | Österreicher                  | Universität Innsbruck                                                        | Klassische Philologie                                        | griechische und römische Religion                               |      |
| George E. Mylonas (1898–1988) Γεώργιος Εμμανουήλ Μυλωνάς | Grieche                       | Washington University in St. Louis                                           | Klassische Philologie                                        | Eleusinische Mysterien                                          |      |

### N
| Wissenschaftler               | Nationalität | Wirkungsort                                 | Qualifikationen       | Forschungsschwerpunkte | Bild |
| ----------------------------- | ------------ | ------------------------------------------- | --------------------- | --- | ---- |
| Martin P. Nilsson (1874–1967) | Schwede      | Universität Lund                            | Klassische Philologie | Cults, myths, oracles, and politics in ancient Greece, griechische Religion, griechische religiöse Feste, minoisch-mykenische Religion, Dionysos-Mysterien |      |
| Arthur Darby Nock (1902–1963) | Brite        | Harvard University Clare College, Cambridge | Klassische Philologie | Asklepios, Konstantin und die christliche Kirche, Hermetik, Götter und Welt                                                                                |      |
| Eduard Norden (1861–1941)     | Deutscher    | Universität Berlin                          | Klassische Philologie | |      |
| John A. North (* 1938)        | Brite        | University College London                   | Alte Geschichte       | Römische Religionen, heidnische Priester in der antiken Welt                                                                                               |      |

### P
| Wissenschaftler                          | Nationalität | Wirkungsort | Qualifikationen       | Forschungsschwerpunkte | Bild |
| ---------------------------------------- | ------------ | --- | --------------------- | --- | ---- |
| Robert Parker (* 1950)                   | Brite        | New College, Oxford Oriel College, Oxford | Alte Geschichte       | Griechische Religion, rituelle Reinheit, athenische Religion, griechischer Polytheismus                                           |      |
| Raffaele Pettazzoni (1883–1959)          | Italiener    | Universität La Sapienza, Rom | Religionsgeschichte   | Primitive Religion in Sardinien, Zarathustra griechische Religion, Kabiren, Monotheismus                                          |      |
| Stefan Pfeiffer (* 1974)                 | Deutscher    | Universität Halle Technische Universität Chemnitz Universität Münster | Alte Geschichte       | Dekret von Kanopos, ptolemäische Herrscher- und Dynastiekulte, Kaiserkult in Alexandria und Ägypten                               |      |
| Ambros Josef Pfiffig (1910–1998)         | Österreicher | Universität Wien Universität Perugia | Etruskologie          | Götter, Kult |      |
| Friedrich Pfister (1883–1967)            | Deutscher    | Universität Würzburg Universität Tübingen | Klassische Philologie | Reliquienkult, griechische Mythologie                                                                                             |      |
| Karen Piepenbrink (* 1969)               | Deutsche     | Universität Gießen Universität Mannheim | Alte Geschichte       | Antike und Christentum, Christliche Identität und Assimilation in der Spätantike                                                  |      |
| Vinciane Pirenne-Delforge (* 1963)       | Belgierin    | Universität Lüttich | Alte Geschichte       | Griechische Religion, Polytheismus, Pausanias, griechische Mythologie, Kultpersonal                                               |      |
| Jakob Pley (1886–1974)                   | Deutscher    | Gymnasien | Klassische Philologie | griechische Religion, Wolle in antiken Riten                                                                                      |      |
| Simon R. F. Price (1954–2011)            | Brite        | Lady Margaret Hall, Oxford Christ’s College, Cambridge | Alte Geschichte       | Römische Religionen, Kaiserkult in Asia Minor, griechische Religionen, Apologetik zwischen paganer Welt, Judentum und Christentum |      |
| Maciej Popko (1936–2014)                 | Pole         | Universität Warschau | Hethitologie          | Hethitische Religion |      |
| Henri-Charles Puech (1902–1986)          | Franzose     | Collège de France | Religionsgeschichte   | Gnosis, Manichäismus |      |
| Giovanni Pugliese Carratelli (1911–2010) | Italiener    | Istituto Italiano per gli Studi Filosofici, Neapel Istituto Italiano per gli Studi Storici, Neapel Scuola Normale Superiore di Pisa Universität Florenz Universität Pisa | Alte Geschichte       | Orphische Goldlamellen |      |

### R
| Wissenschaftler                      | Nationalität    | Wirkungsort                                                                                             | Qualifikationen                              | Forschungsschwerpunkte | Bild |
| ------------------------------------ | --------------- | --- | -------------------------------------------- | --- | ---- |
| Radcliffe G. Edmonds III (* 20. Jh.) | US-Amerikaner   | Bryn Mawr College                                                                                       | Klassische Philologie                        | Griechische Mythologie, griechische Religion, Orphik, antike Magie, Unterwelt der griechischen Mythologie |      |
| Adolf Rapp (1841–1905)               | Deutscher       | Karls-Gymnasium Stuttgart Realgymnasium Stuttgart                                                       | Klassische Philologie                        | Dionysos, Mänaden |      |
| Richard Reitzenstein (1861–1931)     | Deutscher       | Universität Göttingen Universität Freiburg Universität Straßburg Universität Gießen Universität Rostock | Klassische Philologie                        | hellenistische Mysterienreligionen und ihre Bedeutung für das Neue Testament, antiker Synkretismus und die Gnosis, Bedeutung der mandäischen Überlieferungen für das Verständnis des Johannesevangeliums und vor allem die Erklärung der Johannestaufe sowie des altchristlichen Taufrituals, Parallelität von hellenistischen Philosophenviten und Reiseromanen mit der apokryphen Apostelliteratur |      |
| Carl Robert (1850–1922)              | Deutscher       | Universität Halle Universität Berlin                                                                    | Klassische Archäologie Klassische Philologie | Griechische Mythologie samt deren Ikonographie |      |
| Erwin Rohde (1845–1898)              | Deutscher       | Universität Heidelberg Universität Leipzig Universität Tübingen Universität Jena Universität Kiel       | Klassische Philologie                        | Psyche. Seelencult und Unsterblichkeitsglaube der Griechen |      |
| Lynn E. Roller (* 1947)              | US-Amerikanerin | University of California, Davis                                                                         | Klassische Archäologie                       | Griechische und anatolische (phrygische) Religionen, Kybele und Attis |      |
| Kurt Rudolph (1929–2020)             | Deutscher       | Universität Marburg Universität Leipzig                                                                 | Evangelische Theologie Religionsgeschichte   | Mandäer und Gnosis |      |
| Jörg Rüpke (* 1962)                  | Deutscher       | Universität Erfurt Universität Potsdam                                                                  | Klassische Philologie                        | Römische Religionen, der römische Festkalender, Prosopographie paganer, jüdischer und christlicher Priester |      |
| Jean Rudhardt (1922–2003)            | Schweizer       | Universität Genf                                                                                        | Religionsgeschichte Papyrologie Gräzistik    | Griechische Religion, Grundbegriffe des religiösen Denkens der Griechen, Orphik, Orphische Hymnen |      |
| Ian Rutherford (* 1959)              | Brite           | Universität Reading                                                                                     | Klassische Philologie                        | Griechische Religion, die staatlich organisierte Wallfahrt, theoria genannt, Kontakte von Griechenland mit Ägypten |      |

### S
| Wissenschaftler                         | Nationalität  | Wirkungsort                                                                                  | Qualifikationen                       | Forschungsschwerpunkte | Bild |
| --------------------------------------- | ------------- | -------------------------------------------------------------------------------------------- | ------------------------------------- | --- | ---- |
| Albert Schachter (* 1932)               | Kanadier      | McGill University, Montreal                                                                  | Alte Geschichte Klassische Philologie | Kulte Böotiens |      |
| Tanja Scheer (* 1964)                   | Deutsche      | Universität Göttingen Universität Oldenburg                                                  | Alte Geschichte                       | griechische Heroenmythen, griechische Kultbilder, Tempelprostitution |      |
| John Scheid (* 1946)                    | Luxemburger   | Collège de France École pratique des hautes études Universität Lille École française de Rome | Alte Geschichte                       | Römische Religion, Arvalbrüder, Priesterfasten |      |
| Renate Schlesier (* 1947)               | Deutsche      | Freie Universität Berlin Universität Paderborn                                               | Religionswissenschaftlerin            | Mythologie, Neo-Paganismus, Anthropologie der Antike, Dionysos, Ritual, Prosopographie von Forschern auf dem Gebiet der Historischen Anthropologie |      |
| Pauline Schmitt Pantel (* 1947)         | Französin     | Université Paris 1 Panthéon-Sorbonne Université de Picardie Jules Verne                      | Alte Geschichte                       | griechische Religion |      |
| Friedrich Schwenn (1889–1955)           | Deutscher     | Rostock                                                                                      | Klassische Philologie                 | Opfer und Menschenopfer in der Antike, griechischer Kultus, Gebet |      |
| Richard Seaford (?–2023)                | Brite         | University of Exeter                                                                         | Gräzistik                             | Dionysos |      |
| Giulia Sfameni Gasparro (* 1941)        | Italienerin   | Universität Messina                                                                          | Religionshistorikerin                 | Griechische und orientalische Mysterienkulte, besonders Kybele und Attis, Isis und Mithras; Hermetik, frühes Christentum, Origenes, Gnostizismus |      |
| Christiane Sourvinou-Inwood (1945–2007) | Britin        | Universität Reading University College, Oxford Universität Liverpool                         | Gräzistik                             | griechische Religion, insbesondere Heiligtümer, Riten, rites de passage (die arkteia im Rahmen des Artemiskultes), Feste (Plynteria, Panathenaia, Dionysia) und Mythologie, (Theseus, Aglauros, Erechtheus), Athen und Attika sowie die attischen Tragödie |      |
| Wolfgang Speyer (* 1933)                | Deutscher     | Universität Salzburg                                                                         | Klassische Philologie                 | Frühes Christentum und seine Umgebung |      |
| Paul Stengel (1851–1929)                | Deutscher     | Joachimsthalsches Gymnasium, Berlin                                                          | Klassische Philologie                 | Kultusaltertümer, Opferbräuche |      |
| Zeph Stewart (1921–2007)                | US-Amerikaner | Harvard University                                                                           | Klassische Philologie                 | Christentum und griechische Antike |      |
| George John Szemler (1928–2003)         | US-Amerikaner | Loyola University Chicago                                                                    | Alte Geschichte Klassische Philologie | Priester in der römischen Religion |      |

### T
| Wissenschaftler                       | Nationalität | Wirkungsort                                                            | Qualifikationen        | Forschungsschwerpunkte | Bild |
| ------------------------------------- | ------------ | ---------------------------------------------------------------------- | ---------------------- | --- | ---- |
| Julius Tambornino (1885–1964)         | Deutscher    | Gymnasien                                                              | Klassische Philologie  | griechische Religion, Dämonenglauben |      |
| Piotr Taracha (* 1960)                | Pole         | Polnische Akademie der Wissenschaften Universität Warschau             | Hethitologie           | |      |
| Carl Olof Thulin (1871–1921)          | Schwede      | Universität Göteborg Universität Lund                                  | Klassische Philologie  | Etruskische Religion, Bronzeleber von Piacenza |      |
| Imre Trencsényi-Waldapfel (1908–1970) | Ungar        | Ungarische Akademie der Wissenschaften                                 | Klassische Philologie  | Mythologie, Danae, Goldenes Zeitalter |      |
| Gustav Türk (1870–1948)               | Deutscher    | Stadtbibliothek und Gymnasium Breslau                                  | Klassische Philologie  | Hylas, Mitarbeit am Ausführlichen Lexikon der griechischen und römischen Mythologie und an Paulys Realencyclopädie der classischen Altertumswissenschaft |      |
| Alois Tresp (1884–1973)               | Deutscher    | verschiedene Gymnasien                                                 | Klassische Philologie  | Die Fragmente der griechischen Kultschriftsteller |      |
| Robert Turcan (1929–2018)             | Franzose     | Universität Paris IV Sorbonne Universität Lyon École française de Rome | Klassische Archäologie | Dionysos-Mysterien, Mithras, orientalische Kulte im Römischen Reich                                                                                      |      |

### U
| Wissenschaftler            | Nationalität | Wirkungsort                                              | Qualifikationen       | Forschungsschwerpunkte                                                               | Bild |
| -------------------------- | ------------ | -------------------------------------------------------- | --------------------- | ------------------------------------------------------------------------------------ | ---- |
| Hermann Usener (1834–1905) | Deutscher    | Universität Bonn Universität Greifswald Universität Bern | Klassische Philologie | Christentum (Pelagia, Christophorus, Marina); Götternamen, religiöse Begriffsbildung |      |

### V
| Wissenschaftler                      | Nationalität | Wirkungsort                                        | Qualifikationen                              | Forschungsschwerpunkte                                                                                             | Bild |
| ------------------------------------ | ------------ | -------------------------------------------------- | -------------------------------------------- | --- | ---- |
| Maarten Jozef Vermaseren (1918–1985) | Niederländer | Universität Utrecht                                | Klassische Archäologie Klassische Philologie | Religionsgeschichte des Hellenismus, Mithras, Kybele und Attis                                                     |      |
| Jean-Pierre Vernant (1914–2007)      | Franzose     | Collège de France École pratique des hautes études | Gräzistik                                    | griechische Mythologie und ihre anthropologischen Implikationen für die Religions- und Kulturgeschichte der Antike |      |
| Hendrik Simon Versnel (* 1936)       | Niederländer | Universität Leiden                                 | Klassische Philologie                        | Triumph, Isis, Dionysos, Hermes, Henotheismus, Mythos und Ritual, Fluch und Gebet                                  |      |

### W
| Wissenschaftler              | Nationalität  | Wirkungsort                                                                       | Qualifikationen                       | Forschungsschwerpunkte | Bild |
| ---------------------------- | ------------- | --------------------------------------------------------------------------------- | ------------------------------------- | --- | ---- |
| Otto Weinreich (1886–1972)   | Deutscher     | Universität Tübingen Universität Heidelberg Universität Jena Universität Tübingen | Klassische Philologie                 | Gottmenschentum, Heilungswunder |      |
| Stefan Weinstock (1901–1971) | Brite         | University of Oxford Vatikanische Apostolische Bibliothek                         | Klassische Philologie Alte Geschichte | Römische Religion, Templum, Lex Sacra, Weihinschriften, Saturnalien, Neujahrsfest                                                        |      |
| Joseph Wiesner (1913–1975)   | Deutscher     | Albert-Ludwigs-Universität Freiburg Universität Halle                             | Klassische Archäologie                | Griechische Religion, mythologische Topographie, Jenseitsvorstellungen                                                                   |      |
| Geo Widengren (1907–1996)    | Schwede       | Universität Uppsala                                                               | Orientalist                           | altorientalische und iranische Religionen, Hochgottglauben, sakrales Königtum, Mani, Manichäismus, Mandäer                               |      |
| Eduard Williger (1899–1932)  | Deutscher     | Universität zu Köln                                                               | Klassische Philologie                 | Hagios, Heilig |      |
| Georg Wissowa (1859–1931)    | Deutscher     | Universität Halle Universität Marburg                                             | Klassische Philologie                 | Römische Religion |      |
| Roger D. Woodard (* 1951)    | US-Amerikaner | State University of New York at Buffalo                                           | Klassische Philologie                 | Römische, griechische und indoeuropäische Religion; historische Anthropologie; Interaktion zwischen Griechenland und dem Vorderen Orient |      |
| Richard Wünsch (1869–1915)   | Deutscher     | Universität Münster Universität Königsberg Universität Gießen                     | Klassische Philologie                 | Mutterkult, Mithras, Jenseitsglauben, Fluchtafeln                                                                                        |      |

### Y
| Wissenschaftler              | Nationalität | Wirkungsort         | Qualifikationen | Forschungsschwerpunkte | Bild |
| ---------------------------- | ------------ | ------------------- | --------------- | ---------------------- | ---- |
| Dimitrios Yatromanolakis (*) | Grieche      | Universität Harvard | Gräzistik       | Poetik des Rituals     |      |

### Z
| Wissenschaftler                    | Nationalität | Wirkungsort                                                      | Qualifikationen       | Forschungsschwerpunkte                                                                          | Bild |
| ---------------------------------- | ------------ | ---------------------------------------------------------------- | --------------------- | ----------------------------------------------------------------------------------------------- | ---- |
| Leonid Zhmud (* 1956) Леонид Жмудь | Russe        | Russische Akademie der Wissenschaften, St. Petersburg            | Alte Geschichte       | Pythagoreismus, Orphik                                                                          |      |
| Konrat Ziegler (1884–1974)         | Deutscher    | Universität Göttingen Universität Greifswald Universität Breslau | Klassische Philologie | Gebet; Herausgeber von Roscher, Ausführliches Lexikon der griechischen und römischen Mythologie |      |
| Günther Zuntz (1902–1992)          | Deutscher    | Universität Manchester Universität Kopenhagen                    | Klassische Philologie | Religion in der Magna Graecia                                                                   |      |

## Legende
Wissenschaftler: Diese Spalte erfasst den Namen, die Lebensdaten und gegebenenfalls die griechische Namensform.
Nationalität: Diese Spalte erfasst die Nationalität, soweit angesichts von Datenschutz und Persönlichkeitsrechten eruierbar. Insbesondere im Fall von Auslandsgriechen kann auch doppelte Staatsbürgerschaft gegeben sein, ohne dass dies in der Öffentlichkeit bekannt sein muss.
Wirkungsort: Diese Spalte erfasst für Akademiker in der Regel ausschließlich die Universitäten, an denen sie im Range eines Professors gelehrt haben, gegebenenfalls in biographischer Reihenfolge. Für Angestellte von Forschungsinstitutionen wird die Institution angegeben, für alle anderen (Honorarprofessoren, akademischer Mittelbau, Lehrbeauftragte, Lehrer und so weiter) die Stadt, in welcher sie tätig sind oder waren.
Weitere Qualifikationen: Diese Spalte erfasst weitere akademische Qualifikationen der aufgeführten Forscher.
Forschungsschwerpunkte: Diese Spalte erfasst in Stichworten die wesentlichen Arbeitsgebiete und Forschungsleistungen der aufgeführten Forscher. Kursiv gefasst sind herausragende Titel von Schriften der jeweiligen Forscher.
Bild: Diese Spalte zeigt Abbildungen der genannten Forscher in Gestalt von Photographien, Gemälden, Holzschnitten und dergleichen.